# Alessio Cerci
Alessio Cerci (Velletri, 23 luglio 1987) è un ex calciatore italiano, di ruolo attaccante.

## Biografia
Nato a Velletri, è originario di Valmontone. Il 4 giugno 2015 si è sposato a Roma con Federica Riccardi.

## Caratteristiche tecniche
Mancino naturale, in possesso di tecnica e rapidità, giocava in prevalenza da ala o esterno di centrocampo: in grado di agire su entrambe le fasce, prediligeva il lato destro del campo per accentrarsi e cercare la porta col sinistro. È proprio per la sua abitudine nel cercare la porta accentrandosi dalla fascia destra che è stato paragonato ad Arjen Robben. Nel tempo, tuttavia, ha mostrato un rendimento discontinuo. Con Gian Piero Ventura, è stato inoltre utilizzato come attaccante.

## Carriera

### Club

#### Gli inizi

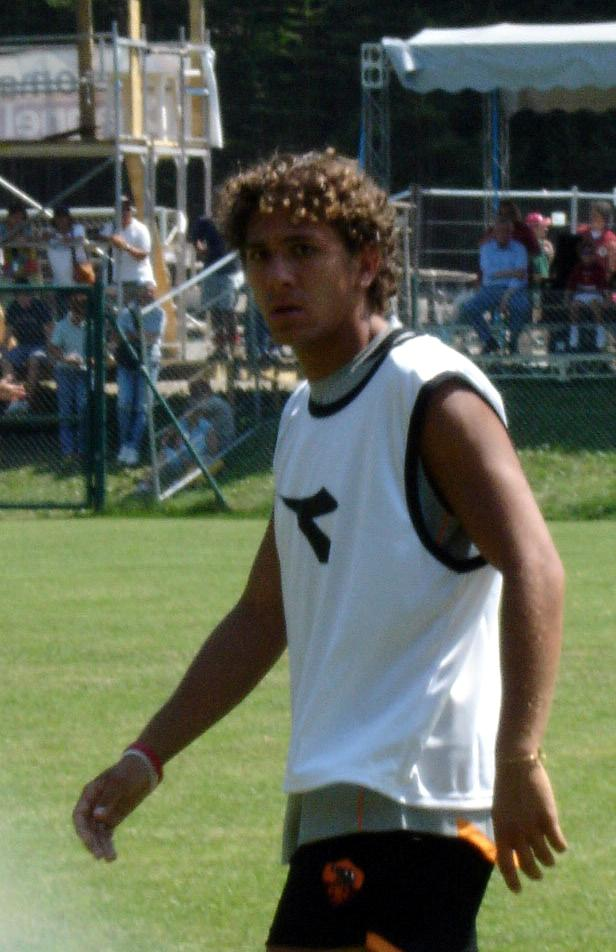
Cerci in allenamento con la Roma nel 2006

Cresciuto nel Valmontone, passa alla Roma nel 2003. Sarà l'allenatore Capello, alla sua ultima panchina in giallorosso, a farlo esordire il 16 maggio 2004 contro la Sampdoria. Il 21 marzo 2005 sigla il suo primo contratto da professionista e, pur continuando a giocare nella Primavera, colleziona altre 3 presenze in campionato sino al 2005-06.

#### Prestiti a Brescia, Pisa ed Atalanta
Il 18 agosto 2006 viene ceduto in prestito al Brescia, in Serie B. Debutta nella serie cadetta il 15 settembre nell'1-1 esterno contro il Bari e alla fine della stagione sono in tutto 21 le partite disputate, la maggior parte partendo dalla panchina. Grazie anche al suo contributo, le rondinelle chiudono il torneo con il sesto piazzamento finale.
Tornato a Roma per fine prestito, il 12 luglio 2007 viene nuovamente ceduto in prestito al Pisa, neopromossa in Serie B. L'allenatore Gian Piero Ventura gli dà immediata fiducia, schierandolo da titolare fin dalle prime gare, contro Bari e Frosinone, e il 9 settembre 2007 realizza il suo primo gol ufficiale, nell'1-2 esterno contro il Cesena. Il 25 settembre va ancora a segno contro la Triestina, e si ripete contro Treviso, Ascoli e Albinoleffe.
Il 30 ottobre 2007 mette a segno la sua prima doppietta in carriera, nel 3-3 contro il Modena, e il 9 febbraio 2008 è ancora decisivo nel match di ritorno contro il Cesena, nel quale segna due reti. Il 12 febbraio, nella gara contro il Brescia subisce un infortunio al ginocchio che lo costringe a uno stop di due mesi. Torna il 12 aprile successivo, ma 7 giorni dopo, in occasione della partita contro il Lecce, deve uscire in barella in seguito a una brutta caduta. Sottoposto a risonanza magnetica, viene evidenziata, oltre alla rottura del menisco mediale, un'infiammazione del crociato anteriore. Il 23 aprile viene operato a Roma dal dottor Mariani (lo stesso che aveva operato Francesco Totti qualche giorno prima) che ne prevede uno stop di quattro mesi. La sua stagione con i toscani si conclude dunque anzitempo con 26 presenze, 10 reti e 7 assist.
Tornato ancora una volta a Roma, si dichiara disposto a rimanere nella capitale per giocarsi le sue carte in Serie A, ma il 25 luglio 2008 si trasferisce all'Atalanta, in prestito oneroso (250000 euro) con diritto di riscatto per la metà fissato a 2,75 milioni e controriscatto da parte della Roma per 650000 euro. Sceglie ancora il numero 11. Debutta con la maglia nerazzurra il 19 ottobre contro il ChievoVerona, ma numerosi infortuni ne pregiudicano il rendimento per tutta la stagione, che termina con 12 presenze e nessuna rete.

#### Ritorno alla Roma
Nella stagione 2009-2010 torna a giocare con la Roma ed il 27 agosto 2009 realizza la sua prima rete ufficiale con la maglia giallorossa, segnando il 4-0 nel play-off di Europa League contro il Košice (7-1). In campionato gioca le prime quattro partite contro Genoa, Juventus, Catania e Napoli, ma in seguito Claudio Ranieri gli fa collezionare per lo più panchine e tribune, impiegandolo prevalentemente in Europa League. Il 16 dicembre, a Sofia, realizza una doppietta in CSKA Sofia-Roma (0-3), nell'ultima partita della fase a gironi dell'Europa League. Scende ancora in campo nel doppio incontro degli ottavi di finale contro i greci del Panathīnaïkos, firmando all'andata l'assist per il gol di David Pizarro. A fine stagione sono in tutto 19 le presenze, con 3 reti segnate.

#### Fiorentina

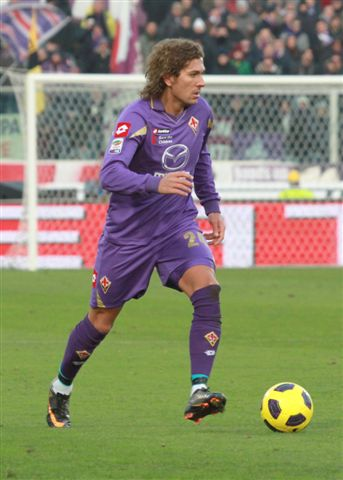
Cerci in azione alla Fiorentina nel 2011

Il 26 agosto 2010 viene acquistato a titolo definitivo dalla Fiorentina, che lo preleva per 4 milioni di euro, facendogli firmare un contratto quinquennale.
Fa il suo esordio in maglia viola il 29 agosto nel pareggio casalingo per 1-1 contro il Napoli, e segna il suo primo gol in Serie A il 7 novembre 2010 nella gara interna contro il Chievo terminata 1-0. Nella parte finale della stagione il giocatore sigla sei reti in cinque gare, con due doppiette, concludendo la stagione con 26 partite e 7 reti in campionato, più una in Coppa Italia contro la Reggina.
Dopo alcuni dissidi con la tifoseria viola, nell'estate 2011 viene ripetutamente cercato dal Manchester City, su espressa richiesta di Roberto Mancini, ma quando l'accordo sembra imminente, è lo stesso Cerci ad annunciare di aver appianato le divergenze con la tifoseria, e di voler restare alla Fiorentina.
Nella stagione successiva, il 21 agosto 2011 sigla la prima marcatura stagionale nella gara di Coppa Italia contro il Cittadella 2-1, e in campionato, alla prima giornata, segna il primo dei due gol contro il Bologna (2-0). Nonostante 5 reti in campionato, le prestazioni altalenanti e il difficile rapporto con i tifosi mettono in dubbio la permanenza del giocatore a Firenze.

#### Torino
Il 23 agosto 2012 è acquistato in comproprietà dal Torino per 2,5 milioni di euro. Nel capoluogo piemontese ritrova così il tecnico Gian Piero Ventura, che lo aveva già allenato a Pisa. Esordisce in maglia granata il 1º settembre contro il Pescara; il 30 settembre serve tre assist nella vittoria per 5-1 sull'Atalanta.
Segna la prima rete il 25 novembre, nel pareggio per 2-2 contro la Fiorentina: torna a segnare il 13 gennaio 2013, nel 3-2 sul Siena. Le buone prestazioni in granata gli valgono la chiamata in Nazionale da parte di Cesare Prandelli. Il 20 giugno, la società riscatta l'altra metà del cartellino (di proprietà della Fiorentina) per 3.800.000 euro.
Nel campionato 2013-2014 ricopre anche il ruolo di seconda punta, segna 13 reti e risulta il miglior assist-man del torneo con 11 assist. A fine stagione il Torino dopo 19 anni ritorna in Europa qualificandosi ai preliminari di Europa League.

#### Atlético Madrid
Il 1º settembre 2014 firma un contratto triennale con gli spagnoli dell'Atlético Madrid per 15 milioni di euro, più uno di bonus legato al raggiungimento di eventuali risultati. Fa il suo esordio con la maglia dei colchoneros il 16 settembre nella sconfitta contro l'Olympiacos nella prima sfida della fase a gironi di UEFA Champions League. Il 22 ottobre segna il suo primo gol con i colchoneros nella terza partita della fase a gironi di Champions contro il Malmö FF, gara vinta 5-0 dagli spagnoli. Il 18 novembre, dopo la partita in Nazionale giocata contro l'Albania, dichiara di voler più spazio e di non essere soddisfatto del suo minutaggio. Il suo trasferimento ai Colchoneros fece molto discutere soprattutto per le dichiarazioni rilasciate dalla moglie, all'epoca fidanzata, Federica Riccardi la quale in un'intervista dichiarò "Noi andiamo a giocare nel calcio che conta", questa frase provocò l'ira dei tifosi del Torino e una volta tornato in Italia, venne spesso ricoperto di fischi soprattutto durante il suo periodo al Milan.

#### I prestiti a Milan e Genoa
Il 5 gennaio 2015 passa in prestito al Milan fino al 1º luglio 2016, tornando così in Serie A dopo soli sei mesi passati in Spagna; sceglie di indossare la maglia numero 22, lasciata libera da Kaká. Il giorno dopo fa il suo esordio con i rossoneri, nella sconfitta per 1-2 contro il Sassuolo a San Siro, subentrando a Michael Essien al 65º minuto di gioco. Una settimana più tardi gioca in Coppa Italia, sempre contro il Sassuolo, nella partita casalinga vinta per 2-1, fornendo un assist a Giampaolo Pazzini. Il 4 aprile seguente segna il suo primo ed unico gol con la maglia del Milan, nella vittoria per 2-1 contro il Palermo al Barbera. Conclude la sua prima stagione in rossonero con 18 presenze ed una rete tra campionato e Coppa Italia. Nell'estate del 2015 cambia il suo numero di maglia, passando all'11 lasciato libero da Giampaolo Pazzini. Il giocatore dopo una serie di partite deludenti prive di gol e piene di fischi da parte dei tifosi rossoneri conclude la sua avventura al Milan il 21 gennaio 2016, quando la società milanese si accorda con l'Atlético Madrid per l'interruzione del prestito.
Conclusa anzitempo l'esperienza in maglia rossonera, il 22 gennaio 2016 si trasferisce al Genoa con la formula del prestito semestrale per cercare di riscattarsi e guadagnarsi un posto in Nazionale. A Genova sceglie la maglia numero 11. Due giorni dopo fa il suo esordio con la nuova maglia, nel pareggio per 1-1 sul campo del Verona, subentrando a Suso al 59º minuto di gioco. Il 14 febbraio seguente segna il suo primo gol in rossoblù, nella partita persa per 1-2 a San Siro contro il Milan, sua ex squadra. Il 13 marzo segna due gol, entrambi su calcio di rigore, nel match vinto per 3-2 contro il Torino, sua ex squadra. Mette insieme 11 presenze e 4 gol.
Il 31 agosto dello stesso anno all'ultimo giorno di calciomercato non supera le visite mediche con il Bologna per un problema al ginocchio e rimane così all'Atletico. Il 30 giugno 2017, dopo una stagione ai margini della rosa con una presenza in campionato e una in Coppa del Re con l'Atletico Madrid, rescinde consensualmente il contratto che legava le due parti dal settembre 2014.

#### Gli ultimi anni
Il 10 luglio 2017, dopo essere rimasto svincolato, passa al Verona.. Nell'annata 2017/2018 colleziona 25 presenze, 3 gol e 4 assist.
Il 18 agosto 2018 viene ufficializzato il suo passaggio all'Ankaragücü, squadra militante nella Süper Lig turca. Il 29 marzo 2019 viene messo fuori rosa dopo aver segnato un gol in 12 incontri e apre un contenzioso col club per il pagamento degli stipendi.
L'8 agosto 2019, dopo essere rimasto svincolato, viene ufficializzato il suo passaggio alla Salernitana, con cui firma un contratto biennale, ritrovando mister Ventura. Tuttavia gioca solo 10 partite di Serie B.
Dopo essersi svincolato dalla squadra campana, il 9 ottobre 2020 viene ingaggiato dall'Arezzo, in Serie C. Il 23 aprile 2021 risolve consensualmente il suo contratto con la squadra amaranto dopo aver giocato 15 partite.

### Nazionale

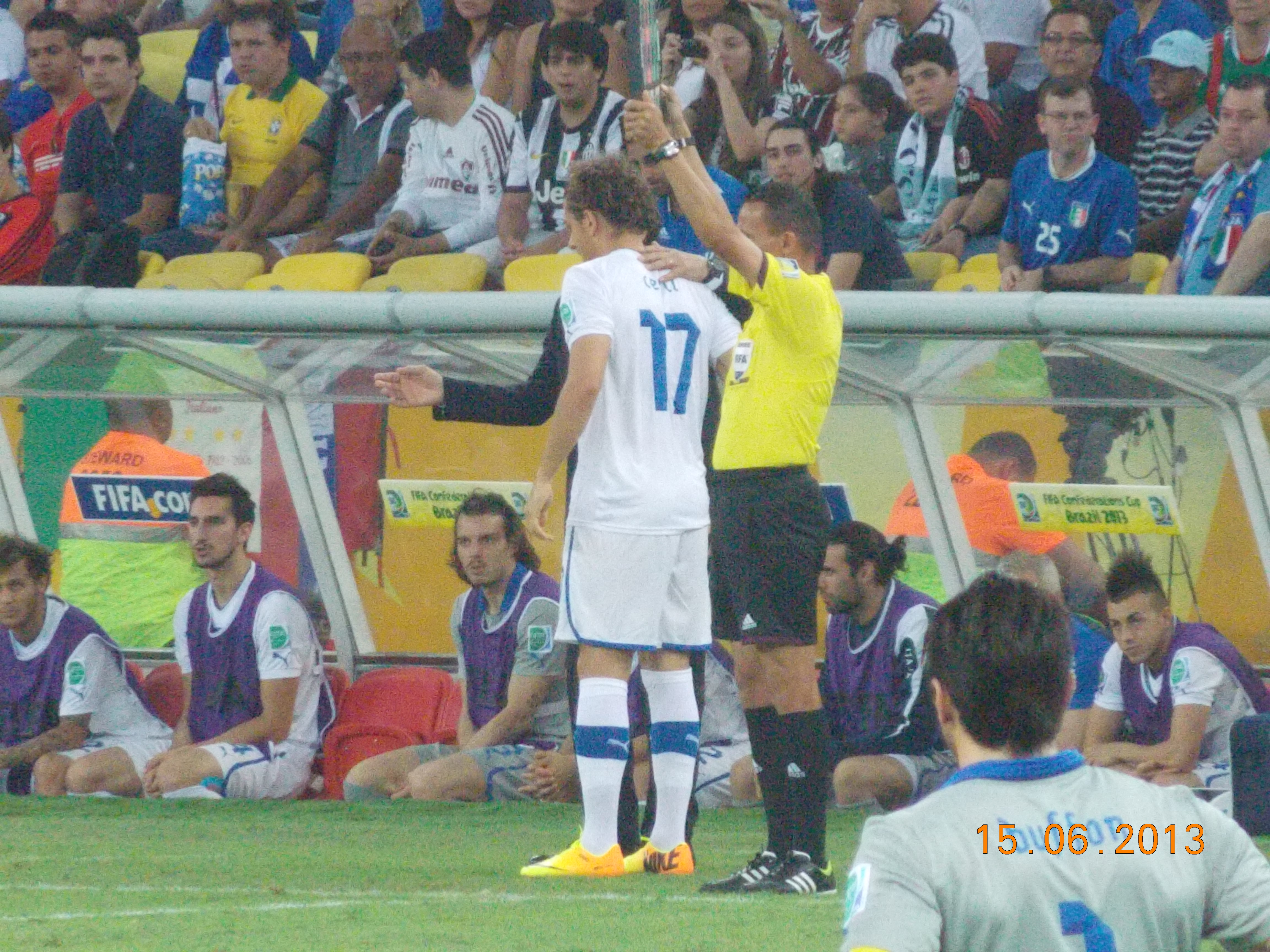
Cerci in nazionale nel 2013

Ha giocato in tutte le nazionali giovanili italiane, dall'Under-16 fino all'Under-21 italiana.
Dopo un inizio di stagione positivo al Pisa, nel 2007 viene convocato da Pierluigi Casiraghi nella nazionale Under-21. Esordisce il 16 novembre in Italia-Azerbaigian (5-0), segnando il gol del 3-0 su assist di Sebastian Giovinco. A causa di un infortunio nel 2008 non viene convocato dalla nazionale Olimpica per i Giochi olimpici di Pechino.
Ha fatto parte dell'Under-21 del biennio 2007-2009, con la quale ha preso parte all'Europeo Under-21 2009 in Svezia, senza tuttavia scendere in campo.
Il 17 marzo 2013 viene convocato per la prima volta in nazionale maggiore da Cesare Prandelli per l'amichevole contro il Brasile e la gara di qualificazione ai mondiali contro Malta. Esordisce a 25 anni nel primo incontro pareggiato per 2-2 e disputato il 21 marzo, subentrando al 46º ad Andrea Pirlo.
Il 16 maggio 2013 viene inserito da Prandelli nella lista dei 31 giocatori da cui uscirà la rosa per la FIFA Confederations Cup 2013, venendo confermato in essa nella lista ufficiale consegnata il 3 giugno.
È stato poi riconfermato dal commissario tecnico nella lista dei 23 convocati per il Mondiale 2014, insieme al compagno di squadra Ciro Immobile. Il 20 giugno 2014 viene impiegato nella seconda partita del girone persa 1-0 contro la Costa Rica, subentrando a Claudio Marchisio.
Nelle 14 partite in Nazionale maggiore, non gioca mai una gara intera, subentrando per 11 volte e uscendo anzitempo nelle sole 3 partite in cui era sceso in campo dall'inizio. Cosa inusuale per un attaccante, in 14 presenze non andrà mai a segno.

## Statistiche

### Presenze e reti nei club
Statistiche aggiornate al 17 marzo 2021.
| Stagione               | Squadra                | Campionato             | Campionato | Campionato | Coppe nazionali | Coppe nazionali | Coppe nazionali | Coppe continentali | Coppe continentali | Coppe continentali | Altre coppe | Altre coppe | Altre coppe | Totale | Totale |
| Stagione               | Squadra                | Comp                   | Pres       | Reti       | Comp            | Pres            | Reti            | Comp               | Pres               | Reti               | Comp        | Pres        | Reti        | Pres   | Reti   |
| ---------------------- | ---------------------- | ---------------------- | ---------- | ---------- | --------------- | --------------- | --------------- | ------------------ | ------------------ | ------------------ | ----------- | ----------- | ----------- | ------ | ------ |
| 2003-2004              | Roma                   | A                      | 1          | 0          | CI              | 0               | 0               | CU                 | 0                  | 0                  | -           | -           | -           | 1      | 0      |
| 2004-2005              | Roma                   | A                      | 2          | 0          | CI              | 0               | 0               | UCL                | 0                  | 0                  | -           | -           | -           | 2      | 0      |
| 2005-2006              | Roma                   | A                      | 1          | 0          | CI              | 1               | 0               | CU                 | 0                  | 0                  | -           | -           | -           | 2      | 0      |
| 2006-2007              | Brescia                | B                      | 21         | 0          | CI              | 2               | 0               | -                  | -                  | -                  | -           | -           | -           | 23     | 0      |
| 2007-2008              | Pisa                   | B                      | 26         | 10         | CI              | 2               | 0               | -                  | -                  | -                  | -           | -           | -           | 28     | 10     |
| 2008-2009              | Atalanta               | A                      | 13         | 0          | CI              | 1               | 0               | -                  | -                  | -                  | -           | -           | -           | 14     | 0      |
| 2009-2010              | Roma                   | A                      | 9          | 0          | CI              | 2               | 0               | UEL                | 8                  | 3                  | -           | -           | -           | 19     | 3      |
| Totale Roma            | Totale Roma            | Totale Roma            | 13         | 0          |                 | 3               | 0               |                    | 8                  | 3                  |             | -           | -           | 24     | 3      |
| 2010-2011              | Fiorentina             | A                      | 24         | 7          | CI              | 3               | 1               | -                  | -                  | -                  | -           | -           | -           | 27     | 8      |
| 2011-2012              | Fiorentina             | A                      | 23         | 5          | CI              | 3               | 3               | -                  | -                  | -                  | -           | -           | -           | 26     | 8      |
| Totale Fiorentina      | Totale Fiorentina      | Totale Fiorentina      | 47         | 12         |                 | 6               | 4               |                    | -                  | -                  |             | -           | -           | 53     | 16     |
| 2012-2013              | Torino                 | A                      | 35         | 8          | CI              | 0               | 0               | -                  | -                  | -                  | -           | -           | -           | 35     | 8      |
| 2013-2014              | Torino                 | A                      | 37         | 13         | CI              | 1               | 0               | -                  | -                  | -                  | -           | -           | -           | 38     | 13     |
| Totale Torino          | Totale Torino          | Totale Torino          | 72         | 21         |                 | 1               | 0               |                    | -                  | -                  |             | -           | -           | 73     | 21     |
| 2014-gen. 2015         | Atlético Madrid        | PD                     | 6          | 0          | CR              | 1               | 0               | UCL                | 2                  | 1                  | SS          | 0           | 0           | 9      | 1      |
| gen.-giu. 2015         | Milan                  | A                      | 16         | 1          | CI              | 2               | 0               | -                  | -                  | -                  | -           | -           | -           | 18     | 1      |
| 2015-gen. 2016         | Milan                  | A                      | 13         | 0          | CI              | 2               | 0               | -                  | -                  | -                  | -           | -           | -           | 15     | 0      |
| Totale Milan           | Totale Milan           | Totale Milan           | 29         | 1          |                 | 4               | 0               |                    | -                  | -                  |             | -           | -           | 33     | 1      |
| gen.-giu. 2016         | Genoa                  | A                      | 11         | 4          | CI              | 0               | 0               | -                  | -                  | -                  | -           | -           | -           | 11     | 4      |
| 2016-2017              | Atlético Madrid        | PD                     | 1          | 0          | CR              | 1               | 0               | UCL                | 0                  | 0                  | -           | -           | -           | 2      | 0      |
| Totale Atlético Madrid | Totale Atlético Madrid | Totale Atlético Madrid | 7          | 0          |                 | 2               | 0               |                    | 2                  | 1                  |             | 0           | 0           | 11     | 1      |
| 2017-2018              | Verona                 | A                      | 24         | 3          | CI              | 1               | 0               | -                  | -                  | -                  | -           | -           | -           | 25     | 3      |
| 2018-2019              | Ankaragücü             | SL                     | 12         | 1          | CT              | 4               | 4               | -                  | -                  | -                  | -           | -           | -           | 16     | 5      |
| 2019-2020              | Salernitana            | B                      | 10         | 0          | CI              | 0               | 0               | -                  | -                  | -                  | -           | -           | -           | 10     | 0      |
| ott. 2020-apr. 2021    | Arezzo                 | C                      | 15         | 0          | CI              | -               | -               | -                  | -                  | -                  | -           | -           | -           | 15     | 0      |
| Totale carriera        | Totale carriera        | Totale carriera        | 300        | 52         |                 | 26              | 8               |                    | 10                 | 4                  |             | 0           | 0           | 336    | 64     |

### Cronologia presenze e reti in nazionale
| Cronologia completa delle presenze e delle reti in nazionale ― Italia | Cronologia completa delle presenze e delle reti in nazionale ― Italia | Cronologia completa delle presenze e delle reti in nazionale ― Italia | Cronologia completa delle presenze e delle reti in nazionale ― Italia | Cronologia completa delle presenze e delle reti in nazionale ― Italia | Cronologia completa delle presenze e delle reti in nazionale ― Italia | Cronologia completa delle presenze e delle reti in nazionale ― Italia | Cronologia completa delle presenze e delle reti in nazionale ― Italia |
| Data                                                                  | Città                                                                 | In casa                                                               | Risultato                                                             | Ospiti                                                                | Competizione                                                          | Reti                                                                  | Note                                                                  |
| --------------------------------------------------------------------- | --------------------------------------------------------------------- | --------------------------------------------------------------------- | --------------------------------------------------------------------- | --------------------------------------------------------------------- | --------------------------------------------------------------------- | --------------------------------------------------------------------- | --------------------------------------------------------------------- |
| 22-3-2013                                                             | Ginevra                                                               | Italia                                                                | 2 – 2                                                                 | Brasile                                                               | Amichevole                                                            | -                                                                     | 46’                                                                   |
| 26-3-2013                                                             | Ta' Qali                                                              | Malta                                                                 | 0 – 2                                                                 | Italia                                                                | Qual. Mondiali 2014                                                   | -                                                                     | 75’                                                                   |
| 31-5-2013                                                             | Bologna                                                               | Italia                                                                | 4 – 0                                                                 | San Marino                                                            | Amichevole                                                            | -                                                                     | 49’                                                                   |
| 11-6-2013                                                             | Rio de Janeiro                                                        | Italia                                                                | 2 – 2                                                                 | Haiti                                                                 | Amichevole                                                            | -                                                                     | 62’                                                                   |
| 16-6-2013                                                             | Rio de Janeiro                                                        | Messico                                                               | 1 – 2                                                                 | Italia                                                                | Conf. Cup 2013 - 1º turno                                             | -                                                                     | 70’                                                                   |
| 14-8-2013                                                             | Roma                                                                  | Italia                                                                | 1 – 2                                                                 | Argentina                                                             | Amichevole                                                            | -                                                                     | 70’                                                                   |
| 11-10-2013                                                            | Copenaghen                                                            | Italia                                                                | 2 – 2                                                                 | Danimarca                                                             | Qual. Mondiali 2014                                                   | -                                                                     | 77’                                                                   |
| 15-11-2013                                                            | Milano                                                                | Italia                                                                | 1 – 1                                                                 | Germania                                                              | Amichevole                                                            | -                                                                     | 82’                                                                   |
| 18-11-2013                                                            | Londra                                                                | Italia                                                                | 2 – 2                                                                 | Nigeria                                                               | Amichevole                                                            | -                                                                     | 65’                                                                   |
| 5-3-2014                                                              | Madrid                                                                | Spagna                                                                | 1 – 0                                                                 | Italia                                                                | Amichevole                                                            | -                                                                     | 69’                                                                   |
| 31-5-2014                                                             | Londra                                                                | Italia                                                                | 0 – 0                                                                 | Irlanda                                                               | Amichevole                                                            | -                                                                     | 70’                                                                   |
| 4-6-2014                                                              | Perugia                                                               | Italia                                                                | 1 – 1                                                                 | Lussemburgo                                                           | Amichevole                                                            | -                                                                     | 79’                                                                   |
| 20-6-2014                                                             | Recife                                                                | Italia                                                                | 0 – 1                                                                 | Costa Rica                                                            | Mondiali 2014 - 1º turno                                              | -                                                                     | 69’                                                                   |
| 18-11-2014                                                            | Genova                                                                | Italia                                                                | 1 – 0                                                                 | Albania                                                               | Amichevole                                                            | -                                                                     | 77’                                                                   |
| Totale                                                                |                                                                       | Presenze                                                              | 14                                                                    |                                                                       | Reti                                                                  | 0                                                                     |                                                                       |

| Cronologia completa delle presenze e delle reti in nazionale ― Italia under 21 | Cronologia completa delle presenze e delle reti in nazionale ― Italia under 21 | Cronologia completa delle presenze e delle reti in nazionale ― Italia under 21 | Cronologia completa delle presenze e delle reti in nazionale ― Italia under 21 | Cronologia completa delle presenze e delle reti in nazionale ― Italia under 21 | Cronologia completa delle presenze e delle reti in nazionale ― Italia under 21 | Cronologia completa delle presenze e delle reti in nazionale ― Italia under 21 | Cronologia completa delle presenze e delle reti in nazionale ― Italia under 21 |
| Data                                                                           | Città                                                                          | In casa                                                                        | Risultato                                                                      | Ospiti                                                                         | Competizione                                                                   | Reti                                                                           | Note                                                                           |
| ------------------------------------------------------------------------------ | ------------------------------------------------------------------------------ | ------------------------------------------------------------------------------ | ------------------------------------------------------------------------------ | ------------------------------------------------------------------------------ | ------------------------------------------------------------------------------ | ------------------------------------------------------------------------------ | ------------------------------------------------------------------------------ |
| 16-11-2007                                                                     | Fermo                                                                          | Italia under 21                                                                | 5 – 0                                                                          | Azerbaigian under 21                                                           | Qual. Europeo Under-21 2009                                                    | 1                                                                              | 78’                                                                            |
| 21-11-2007                                                                     | Tórshavn                                                                       | Fær Øer under 21                                                               | 0 – 1                                                                          | Italia under 21                                                                | Qual. Europeo Under-21 2009                                                    | -                                                                              | 57’                                                                            |
| 5-2-2008                                                                       | Ferrara                                                                        | Italia under 21                                                                | 2 – 1                                                                          | Paesi Bassi under 21                                                           | Amichevole                                                                     | -                                                                              | 46’                                                                            |
| 18-11-2008                                                                     | Osnabrück                                                                      | Germania under 21                                                              | 1 – 0                                                                          | Italia under 21                                                                | Amichevole                                                                     | -                                                                              | 46’                                                                            |
| 11-2-2009                                                                      | Trieste                                                                        | Italia under 21                                                                | 1 – 1                                                                          | Svezia under 21                                                                | Amichevole                                                                     | -                                                                              | 80’                                                                            |
| 9-9-2009                                                                       | Farum                                                                          | Italia under 21                                                                | 4 – 0                                                                          | Danimarca under 21                                                             | Amichevole                                                                     | -                                                                              | 59’                                                                            |
| Totale                                                                         |                                                                                | Presenze                                                                       | 6                                                                              |                                                                                | Reti                                                                           | 1                                                                              |                                                                                |

## Palmarès

### Club
- Campionato Primavera: 1

Roma: 2004-2005